# V.League Top Match 2013 (maschile)
Il V.League Top Match 2013 si è svolto il 21 aprile 2013: al torneo hanno partecipato una squadra di club giapponese e una squadra di club sudcoreana; la vittoria finale è andata per la prima volta ai Sakai Blazers.

## Regolamento
Si affrontano in gara unica il club campione della V.Premier League giapponese ed il vincitore della V-League sudcoreana.

## Partecipanti
| Squadra           | Qualificazione                            | Ultima partecipazione   |
| ----------------- | ----------------------------------------- | ----------------------- |
| Sakai Blazers     | Vincitrice della V.Premier League 2012-13 | V.League Top Match 2009 |
| Samsung Bluefangs | Vincitrice della V-League 2012-13         | V.League Top Match 2010 |

## Torneo
| 21 aprile 2013 Xebio Arena, Sendai Durata: ? - Spettatori: ? | Sakai Blazers | 3 - 2 | Samsung Bluefangs | 27-25, 20-25, 25-19, 21-25, 15-13 |

## Premi individuali
| Premio                 | Giocatrice     | Squadra           |
| ---------------------- | -------------- | ----------------- |
| MVP                    | Yusuke Inoue   | Sakai Blazers     |
| Most Impressive Player | Leonardo Leyva | Samsung Bluefangs |